# Despatx Cascon
El Despatx Cascon és una obra eclèctica de Sabadell (Vallès Occidental) inclosa a l'Inventari del Patrimoni Arquitectònic de Catalunya.

## Descripció
Despatx cantoner de planta baixa i golfes. L'accés es realitza pel xamfrà de punt rodó i està flanquejat per dues columnes dòriques. Té la façana plana, de la qual només sobresurt la cornisa de sobre l'entrada. Els materials emprats són l'estuc, imitant l'aplacat de pedra i l'obra vista. Les golfes presenten petites obertures rectangulars de ventilació al llarg del seu recorregut.